# Carlos Andrés Diogo Enceñat
Carlos Andrés Diogo Enceñat (nascut a Montevideo el 18 de juliol del 1983) és un exfutbolista professional uruguaià. Va penjar les botes el gener de 2015 al Reial Saragossa. Va disputar 22 partits amb la seva selecció.